# Europawahl in Frankreich 2009
- FDG: 5
- PS: 14
- EELV: 14
- NC: 3
- MoDem: 6
- UMP: 26
- MPF: 1
- FN: 3

Die Europawahl in Frankreich 2009 fand am 6. und 7. Juni 2009 statt. Sie war Teil der EU-weiten Europawahl 2009, wobei in Frankreich 72 der 736 Sitze im Europäischen Parlament vergeben wurden. Sollte der Vertrag von Lissabon während der Legislaturperiode 2009–14 in Kraft treten, werden zwei weitere französische Abgeordnete in das Parlament nachrücken. Wahlsieger wurde die konservative Union pour un mouvement populaire (UMP) mit 27,9 % der Stimmen und 29 Sitzen, einer deutlichen Steigerung gegenüber der Europawahl 2004. Die Parti socialiste (PS) verlor dagegen deutlich und kam auf 16,5 % der Stimmen (14 Sitze), womit sie mehr als die Hälfte ihrer Mandate einbüßte. Die größten prozentualen Zugewinne erfuhr das grüne Wahlbündnis Europe Écologie (EE), das gegenüber dem Ergebnis von Les Verts 2004 seine Stimmen- und Sitzzahl mehr als verdoppeln konnte und mit 16,3 % (14 Sitze) nur knapp hinter der PS blieb.

## Wahlsystem
Die Wahl erfolgte an zwei Tagen, wobei am 6. Juni nur in den Überseegebieten Französisch-Polynesien, Saint-Pierre-et-Miquelon, Guadeloupe, Martinique, Französisch-Guayana, Saint-Barthélemy und Saint-Martin, am 7. Juni im gesamten übrigen Frankreich gewählt wurde.

Die Wahlbezirke mit Zahl der Abgeordneten

Die Wahl erfolgte nach dem Verhältniswahlrecht mit einer Sperrklausel von 5 Prozent in acht Wahlkreisen, nämlich den Regionen Nord-Ouest (10 Parlamentarier), Ouest (9), Est (9), Sud-Ouest (10), Sud-Est (13), Massif Central-Centre (5), Île-de-France (13) und die Überseegebiete (3).

## Ausgangslage
Bei der Europawahl 2004 wurden in Frankreich 78 Parlamentarier gewählt, die sich wie folgt verteilten:
| Partei                                                                          | Abgeordnete | Fraktion im Europaparlament           |
| ------------------------------------------------------------------------------- | ----------- | ------------------------------------- |
| Parti socialiste (PS)                                                           | 31          | SPE                                   |
| Union pour un mouvement populaire (UMP)                                         | 17          | EVP-ED                                |
| Union pour la démocratie française (UDF), seit 2007 Mouvement démocrate (MoDem) | 11          | ALDE                                  |
| Front national                                                                  | 7           | fraktionslos (2007 vorübergehend ITS) |
| Les Verts                                                                       | 6           | Grüne/EFA                             |
| Parti communiste français (PCF)                                                 | 3           | GUE-NGL                               |
| Mouvement pour la France (MPF)                                                  | 3           | Ind/Dem                               |

## Wahlwerbende Parteien
Neben den bereits im Europaparlament vertretenen Parteien trat eine Vielzahl weiterer Listen zur Europawahl an. Zugleich hatten sich verschiedentlich mehrere Parteien zu Wahlbündnissen zusammengeschlossen, um ihre Aussichten auf Sitze in den kleineren Wahlkreisen zu erhöhen.

### Hauptparteien
Zu den Listen, die in allen oder den meisten Wahlkreisen antraten und denen in Umfragen gewisse Chancen auf Sitze eingeräumt wurden, gehören (politisch von links nach rechts geordnet):
- Nouveau Parti Anticapitaliste (NPA, 2009 gegründete Nachfolgepartei der LCR), Mitglied der Europäischen Antikapitalistischen Linken;
- Lutte ouvrière (LO, trotzkistisch);
- Front de gauche, umfasst PCF (Mitglied der Europäischen Linken), Parti de Gauche sowie einige Kleinparteien;
- PS (Mitglied der Sozialdemokratischen Partei Europas);
- Europe Écologie (Europa Ökologie), umfasst Les Verts unter Führung von Daniel Cohn-Bendit (Mitglied der Europäischen Grünen) sowie einige unabhängige Kandidaten wie José Bové und Eva Joly;
- MoDem (Mitglied der Europäischen Demokratischen Partei, zentristisch);
- UMP (Mitglied der Europäischen Volkspartei, liberalkonservativ), unterstützt von einigen Kleinparteien: Gauche Moderne und Nouveau Centre;
- Libertas, umfasst MPF und Chasse, pêche, nature et traditions (nationalkonservativ, „souveränistisch“);
- Debout la République (Mitglied der EUDemokraten, gaullistisch), unterstützt von einigen Kleinparteien;
- Front National, nationalistisch;

Es gab außerdem zahlreiche sog. Dissidentenlisten, die manchmal in mehreren Kreisen konkurrierten: Die Parti de la France wurde z. B. unterstützt von verschiedenen Dissidenten der Front National, der Verband Communistes sammelte Gegner der reformkommunistischen Linie der PCF, oder die Alliance écologiste indépendante (unabhängiges ökologisches Bündnis) stellte unter dem Motto Notre énergie pour la Terre (Unsere Kraft für die Erde) eine Plattform der bürgerlichen Umweltschützer und Kleinparteien vor, die an der Sammlung Europe Écologie nicht teilgenommen hatten, etwa der bürgerliche Tierschützer Jean-Marc Gouvernatori, der Mitbegründer der Grünen und ehemalige Chef der „Fundis“ in der Partei, Antoine Waechter, die bürgerlich-ökologische Partei Génération Écologie und Prominente wie der Sänger Francis Lalanne und der Journalist Patrice Drevet.

### Gesamtverzeichnis der wahlwerbenden Listen nach Wahlkreis

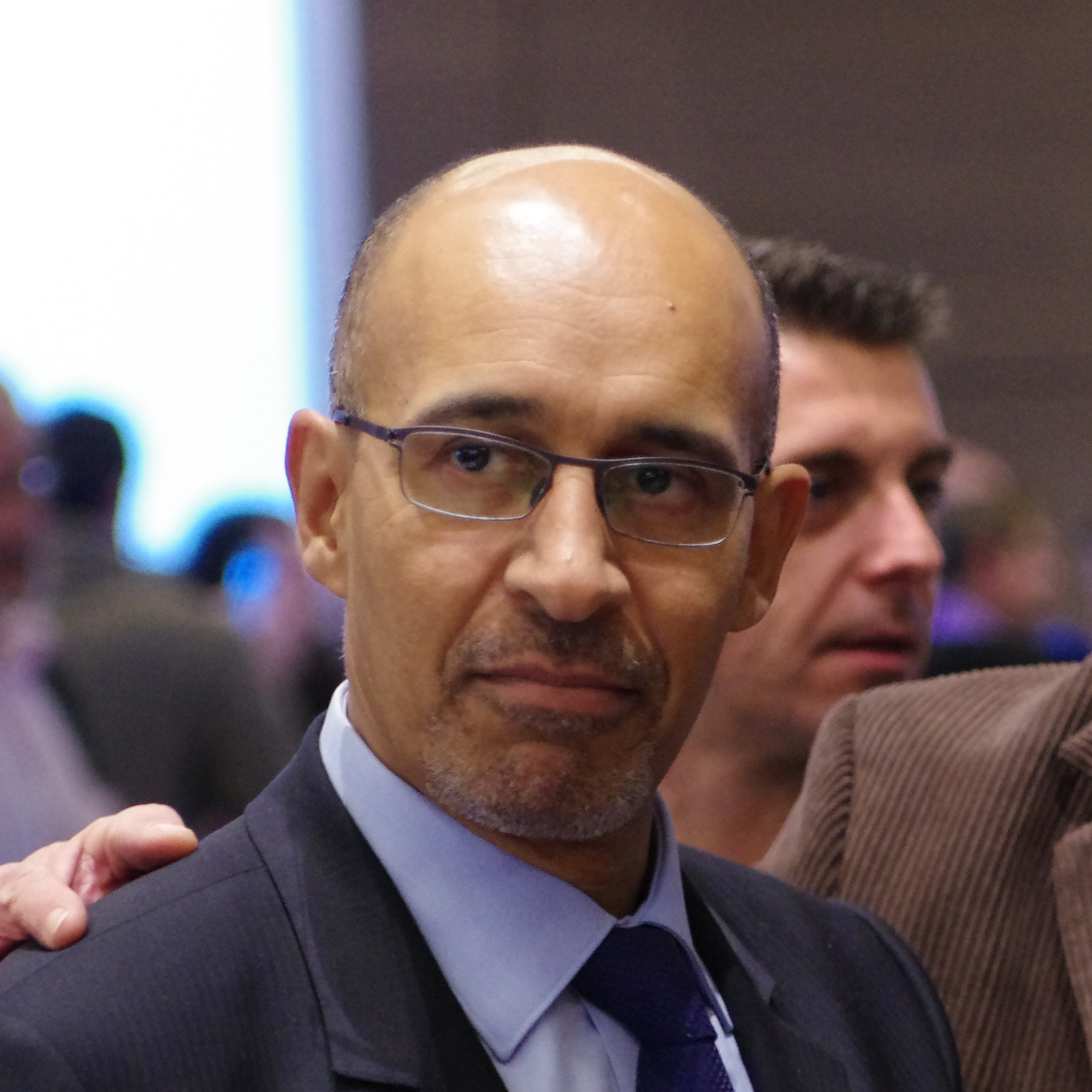
Harlem Désir, Spitzenkandidat der PS

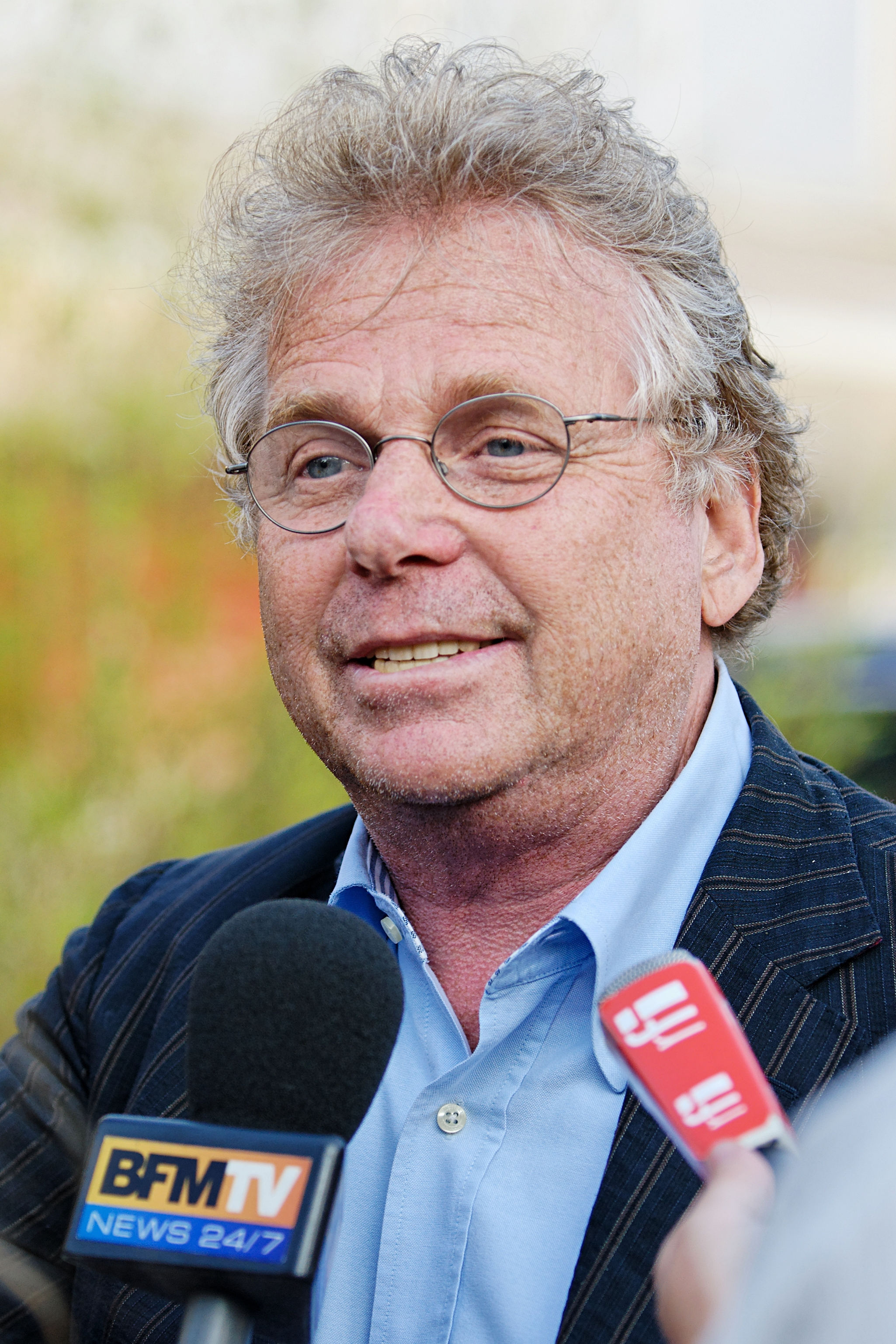
Daniel Cohn-Bendit, Spitzenkandidat von Europe Écologie

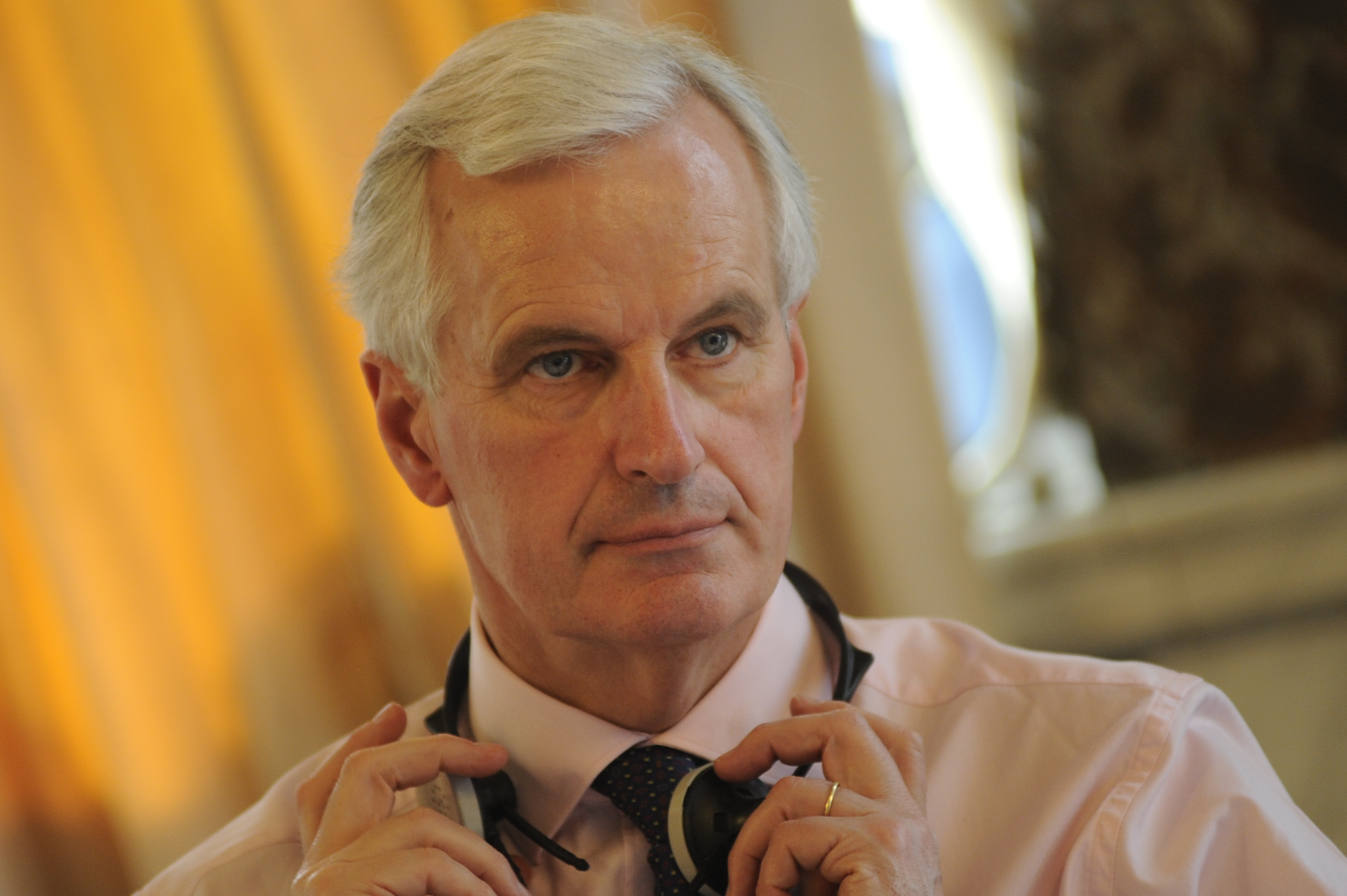
Michel Barnier, Spitzenkandidat der UMP

Im Folgenden sind alle kandidierenden Listen mit ihren jeweiligen Wahlkreis-Spitzenkandidaten aufgeführt:
Île-de-France
- Liste Jean-Pierre Mercier: Lutte ouvrière (LO)
- Liste Omar Slaouti: NPA
- Liste Patrick Le Hyaric: Front de gauche (PCF)
- Liste Harlem Désir: PS
- Liste Daniel Cohn-Bendit: Europe Écologie (Verts)
- Liste Jean-Marc Governatori: Notre énergie pour la terre
- Liste Elisabeth Barbay: Europe, démocratie, espéranto
- Liste Marielle de Sarnez: MoDem
- Liste Marianne Cormier-Ranke: Newropeans
- Liste Michel Barnier: UMP
- Liste Jean-Pierre Enjalbert: Debout la République
- Liste Annick du Roscoät: CNI (nationalkonservativ)
- Liste Sabine Herold: Alternative libérale
- Liste Jérôme Rivière: Libertas
- Liste Patrick de Villenoisy: Alliance royale
- Liste Dieudonné M’bala M’bala: Liste antisioniste
- Liste Jean-Michel Dubois: Front National
- Sonstige: Liste Europe de Gibraltar à Jérusalem;Liste „Communistes“ (PCF-Dissidenten); Liste Citoyenneté Culture Européennes; Liste La terre sinon rien, le bonheur intérieur brut; Liste Europe décroissance; Liste Parti humaniste; Liste Union des Gens; Liste Solidarité France; Liste Rassemblement pour l’Initiative citoyenne; Liste Cannabis sans frontière; Liste Pour une France et une Europe plus fraternelles.

Nord-Ouest
- Liste Eric Pecqueur: Lutte ouvrière (LO)
- Liste Christine Poupin: NPA
- Liste Jacky Hénin: Front de gauche (PCF)
- Liste Gilles Pargneaux: PS
- Liste Hélène Flautre: Europe Écologie (Verts)
- Liste Bernard Frau: Notre énergie pour la terre
- Liste Jacques Borie: Europe, démocratie, espéranto
- Liste Corinne Lepage: MoDem
- Liste Dominique Riquet: UMP
- Liste Thierry Grégoire: Debout la République (DLR)
- Liste Frédéric Nihous: Libertas
- Liste Carl Lang: Le Parti de la France (PDF)
- Liste Marine Le Pen: Front national (FN)
- Sonstige: Liste „Communistes“; Liste Europe décroissance; Liste Rassemblement pour l’Initiative citoyenne; Liste CNI; Liste Union des Gens.

Ouest
- Liste Valérie Hamon: Lutte ouvrière (LO)
- Liste Laurence de Bouard: NPA
- Liste Jacques Généreux: Front de gauche (PG)
- Liste Bernadette Vergnaud: PS
- Liste Yannick Jadot: Europe Écologie (Verts)
- Liste Eva Roy: Notre énergie pour la terre
- Liste Bert Schumann: Europe, démocratie, espéranto
- Liste Bruno Blossier: Newropeans
- Liste Sylvie Goulard: MoDem
- Liste Christophe Béchu: UMP
- Liste Christian Lechevalier: Debout la République (DLR)
- Liste Philippe de Villiers: Libertas
- Liste Jean-Philippe Chauvin: Alliance royale
- Liste Brigitte Neveux: Front National
- Sonstige: Liste „Communistes“; Liste La voix de la Bretagne en Europe (bretonische Autonomisten); Liste l’Europe c’est vous; Liste Rassemblement pour l’Initiative citoyenne; Liste Union des Gens.

Est
- Liste Claire Rocher: Lutte ouvrière (LO)
- Liste Yvan Zimmermann: NPA
- Liste Hélène Franco: Front de gauche (PG)
- Liste Catherine Trautmann: PS
- Liste Sandrine Bélier: Europe Écologie (Verts)
- Liste Waechter: Notre énergie pour la terre
- Liste Fabien Tschudy: Europe, démocratie, espéranto
- Liste François Guérin: Newropeans
- Liste Jean-François Kahn: MoDem
- Liste Joseph Daul: UMP
- Liste Jean-Pierre Gérard: Debout la République (DLR)
- Liste Christian Braga: L’Europe, c’est vous
- Liste Christophe Beaudouin: Libertas
- Liste Sandrine Pico: Alliance royale
- Liste Bruno Gollnisch: Front National
- Sonstige: Liste „Communistes“; Liste Rassemblement pour l’Initiative citoyenne; Liste Europe décroissance; Liste Parti humaniste.

Sud-Ouest
- Liste Sandra Torremocha: Lutte ouvrière (LO)
- Liste Myriam Martin: NPA
- Liste Jean-Luc Mélenchon: Front de gauche (PG)
- Liste Kader Arif: Changer l’Europe maintenant (PS)
- Liste José Bové: Europe Écologie (Verts)
- Liste Patrice Drevet: Notre énergie pour la terre
- Liste Raymond Faura: Europe, démocratie, espéranto
- Liste David Carayol: Newropeans
- Liste Robert Rochefort: MoDem
- Liste Dominique Baudis: UMP
- Liste Henri Temple: Debout la République (DLR)
- Liste Douce de Franclieu: L’Europe, c’est vous
- Liste Eddy Puyjalon: Libertas
- Liste Louis Aliot: Front National
- Liste Jean-Claude Martinez: L’Europe de la vie-Parti de la France
- Sonstige: Liste Euskal Herriarien Alde; Liste „Communistes“; Liste Euskadi Europan; Liste Rassemblement pour l’Initiative citoyenne; Liste Europe décroissance; Liste Pouvoir d’achat; Liste Parti humaniste; Liste CNI; Liste Union des Gens

Sud-Est
- Liste Nathalie Arthaud: Lutte ouvrière (LO)
- Liste Raoul Jennar: NPA
- Liste Marie-Christine Vergiat: Front de gauche (PCF)
- Liste Vincent Peillon: PS
- Liste Michèle Rivasi: Europe Écologie (Verts)
- Liste Francis Lalanne: Notre énergie pour la terre
- Liste Christian Garino: Europe, démocratie, espéranto
- Liste Franck Biancheri: Newropeans
- Liste Jean-Luc Bennahmias: MoDem
- Liste Françoise Grossetête: UMP
- Liste Michèle Vianes: Debout la République (DLR)
- Liste Jacques Gautron: L’Europe, c’est vous
- Liste Patrick Louis: Libertas
- Liste Jean-Marie Le Pen: Front national (FN)
- Sonstige: Liste Union des Gens; Liste Résistances; Liste „Communistes“; Liste Europe décroissance; Liste Parti humaniste; Liste CNI; Liste Solidarité-liberté, justice et paix

Massif-Central-Centre
- Liste Marie Savre: Lutte ouvrière (LO)
- Liste Christian Nguyen: NPA
- Liste Marie-France Beaufils: Front de gauche (PCF)
- Liste Henri Weber: PS
- Liste Jean-Paul Besset: Europe Écologie (Verts)
- Liste Michel Fabre: Notre énergie sur la terre
- Liste Farhad Daneshmand: Europe, démocratie, espéranto
- Liste Philippe Micaelli: Newropeans
- Liste Jean Marie Beaupuy: MoDem
- Liste Jean-Pierre Auduy: UMP
- Liste Jean Barrat: Debout la République (DLR)
- Liste Véronique Goncalvès: Libertas
- Liste Robert de Prévoisin: Alliance royale
- Liste Patrick Bourson: Front national (FN)
- Sonstige: Liste „Communistes“; Liste Le Parti de la France; Liste Union des Gens;Liste Parti humaniste; Liste Rassemblement pour l’Initiative citoyenne; Liste Programme contre la précarité et le sexisme.

Outre-Mer (Überseegebiete)
- Liste Elie Hoarau: Alliance des outre-mers (Linke)
- Liste Ericka Bareigts: PS
- Liste Harry Durimel: Europe Écologie (Verts)
- Liste Amandine Dalmasso: Notre énergie pour la terre
- Liste Jacques Etienne: Europe, démocratie, espéranto
- Liste Gino Ponin-Ballom: MoDem
- Liste Marie-Luce Penchard: UMP
- Liste Erika Kuttner-Perreau: Libertas
- Liste CNI
- Sonstige: Liste Rassemblement pour l’Initiative citoyenne; Liste Alliance royale

## Umfragen
| Institut        | Datum             | Parteien (%) | Parteien (%) | Parteien (%) | Parteien (%) | Parteien (%) | Parteien (%) | Parteien (%) | Parteien (%) | Parteien (%) | Parteien (%) | Parteien (%) |
| Institut        | Datum             | LO           | NPA          | FdG          | PS           | EÉ           | MoDem        | UMP          | DLR          | Libertas     | FN           | Sonstige     |
| --------------- | ----------------- | ------------ | ------------ | ------------ | ------------ | ------------ | ------------ | ------------ | ------------ | ------------ | ------------ | ------------ |
| OpinionWay      | 18.05.2009        | 2            | 6            | 5            | 21           | 10           | 13           | 28           | 0,5          | 5,5          | 6            | 3            |
| Ipsos           | 16.05.2009        | 2            | 7            | 5            | 22           | 10           | 11           | 28           | 1            | 6            | 5            | 3            |
| Viavoice        | 15.05.2009        | 2            | 6            | 6            | 22           | 9            | 13           | 27           | 2            | 5            | 6            | 2            |
| CSA             | 13.-14.05.2009    | 2            | 5            | 4            | 22           | 10           | 13           | 28           | 1            | 5            | 6            | 5            |
| OpinionWay      | 7.-10.05.2009     | 2            | 7            | 5            | 22           | 9            | 13           | 27           | 1            | 5            | 7            | 2            |
| Ifop            | 6.-7.05.2009      | 2            | 7            | 6,5          | 21,5         | 7            | 13,5         | 27           | 1            | 5            | 7,5          | 2            |
| Ipsos           | 30.04.-02.05.2009 | 2            | 7            | 6            | 23           | 10           | 11           | 27           | 1            | 6            | 5            | 2            |
| Ifop            | 23.-24.04.2009    | 3            | 7            | 5,5          | 22,5         | 7,5          | 14           | 26,5         | 1            | 5            | 7,5          | 0,5          |
| OpinionWay      | 16.-17.04.2009    | –            | 7            | 5            | 23           | 10           | 12           | 28           | 1            | 5            | 6            | 3            |
| CSA             | 15.-16.04.2009    | 2            | 7            | 3            | 25           | 10           | 12           | 27           | 1            | 5            | 8            | –            |
| Ipsos           | 13.-14.03.2009    | 2            | 9            | 6            | 24           | 9            | 10           | 27           | 1            | 6            | 5,5          | 0,5          |
| Ifop            | 12.-13.02.2009    | 3            | 9            | 4            | 23           | 7            | 14,5         | 26           | 2            | 5            | 6            | 0,5          |
| Ifop            | 27.-28.11.2008    | 4            | 8            | 4            | 22           | 11           | 12           | 24           | 1            | 7            | 7            | –            |
| Europawahl 2004 | Europawahl 2004   | 2,6 a        | 2,6 a        | 5,9 b        | 28,9         | 7,4 c        | 12,5 d       | 16,6         | –            | 8,4 e        | 9,8          | 7,9          |

## Ergebnis
| Listen                   | Listen | Stimmen    | %    | Mandate |
| ------------------------ | --- | ---------- | ---- | ------- |
|                          | Listes de la majorité (LMAJ) (UMP – PRV – NC – LGM) | 4.799.908  | 27,9 | 29 (30) |
|                          | Listes du Parti socialiste (LSOC) | 2.838.160  | 16,5 | 14      |
|                          | Listes des Verts (LVEC) (Europe Écologie: Les Verts – RPS) | 2.803.759  | 16,3 | 14 (15) |
|                          | Listes centre – MoDem (LCMD) | 1.455.841  | 8,5  | 6       |
|                          | Listes divers droite (LDVD) - Libertas – CPNT – MpF: 826.357 Stimmen (4,8 %), ein Mandat (MpF) - Debout la République: 304.585 Stimmen (1,8 %) - Alternative libérale: 16.944 Stimmen (0,1 %) - Centre national des indépendants et paysans: 12.750 Stimmen (0,1 %)                                                                                           | 1.160.636  | 6,7  | 1       |
|                          | Liste du Front national (LFN) | 1.091.691  | 6,3  | 3       |
|                          | Listes d’extrême-gauche (LEXG) - Nouveau Parti anticapitaliste: 840.833 Stimmen (4,9 %) - Lutte Ouvrière: 205.975 Stimmen (1,2 %) - Communistes: 3.208 Stimmen (0,0 %) | 1.050.016  | 6,1  | –       |
|                          | Liste du PCF et du Parti de Gauche (LCOP) | 1.041.911  | 6,1  | 4       |
|                          | Listes d’extrême-droite (LEXD) - Parti de la France: 62.983 Stimmen (0,4 %) - Liste «L’Europe de la vie»: 24.070 Stimmen (0,1 %) | 87.053     | 0,5  | –       |
|                          | Listes divers gauche (LDVG) - Alliance des Outre-mers: 73.110 Stimmen (0,4 %), ein Mandat (Parti communiste réunionnais) - Liste «Europe Décroissance»: 5.859 Stimmen (0,0 %) - Parti humaniste: 999 Stimmen (0,0 %) | 79.968     | 0,5  | 1       |
|                          | Listes régionalistes (LREG) - Liste «La voix de la Bretagne en Europe»: 32.805 Stimmen (0,2 %) - Liste «Euskal Herriaren Alde»: 5.771 Stimmen (0,0 %) - Liste «Euskadi Europan – Le Pays Basque en Europe»: 4.201 Stimmen (0,0 %) | 42.777     | 0,2  | –       |
|                          | Autres listes (LAUT) - Alliance écologiste indépendante: 625.375 Stimmen (3,6 %) - Parti Anti Sioniste: 36.374 Stimmen (0,2 %) - Liste «Europe Démocratie Espéranto»: 28.945 Stimmen (0,2 %) - Liste «La Terre Sinon Rien. Le bonheur intérieur brut»: 28.768 Stimmen (0,2 %) - Liste «Résistance»: 14.521 Stimmen (0,1 %) - Sonstige: 32.911 Stimmen (0,2 %) | 766.894    | 4,5  | –       |
| Gesamt                   | Gesamt | 17.218.614 | 100  | 72 (74) |
|                          | |            |      |         |
| Ungültige Stimmen        | Ungültige Stimmen | 773.547    | 4,3  |         |
| Wähler                   | Wähler | 17.992.161 | 40,6 |         |
| Wahlberechtigte          | Wahlberechtigte | 44.282.823 |      |         |
|                          | |            |      |         |
| Quelle: Innenministerium | |            |      |         |

Mandate in Klammern werden erst nach dem Vertrag von Lissabon vergeben.

## Fraktionen im Europäischen Parlament
| Liste/Partei                   | Liste/Partei            | Liste/Partei               | Liste/Partei                      | Mandate | Fraktion |
| ------------------------------ | ----------------------- | -------------------------- | --------------------------------- | ------- | -------- |
|                                | Majorité présidentielle |                            | Union pour un mouvement populaire | 20 / 72 | EVP      |
|                                | Majorité présidentielle | Parti radical valoisien    | 3 / 72                            | EVP     |          |
|                                | Majorité présidentielle | Nouveau Centre             | 3 / 72                            | EVP     |          |
|                                | Majorité présidentielle | La Gauche moderne          | 2 / 72                            | EVP     |          |
|                                | Majorité présidentielle | Le Rassemblement           | 1 / 72                            | EVP     |          |
|                                | Parti socialiste        | Parti socialiste           | Parti socialiste                  | 14 / 72 | S&D      |
|                                | Verts                   |                            | Europe Écologie                   | 13 / 72 | G/EFA    |
|                                | Verts                   | Partitu di a Nazione Corsa | 1 / 72                            | G/EFA   |          |
|                                | Centre – MoDem          |                            | Mouvement démocrate               | 6 / 72  | ALDE     |
|                                | Divers droite           |                            | Mouvement pour la France          | 1 / 72  | EFD      |
|                                | Front national          | Front national             | Front national                    | 3 / 72  | NI       |
|                                | PCF – PdG               |                            | Parti communiste français         | 2 / 72  | GUE/NGL  |
|                                | PCF – PdG               | Parti de Gauche            | 1 / 72                            | GUE/NGL |          |
|                                | PCF – PdG               | Front de gauche (Unabh.)   | 1 / 72                            | GUE/NGL |          |
|                                | Divers gauche           |                            | Parti communiste réunionnais      | 1 / 72  | GUE/NGL  |
|                                |                         |                            |                                   |         |          |
| Quelle: Europäisches Parlament |                         |                            |                                   |         |          |